# Ђиљиоти (Козенца)
Ђиљиоти је насеље у Италији у округу Козенца, региону Калабрија.
Према процени из 2011. у насељу је живело 35 становника. Насеље се налази на надморској висини од 920 м.